# Macrosiphoniella kalimpongensis
Macrosiphoniella kalimpongensis är en insektsart. Macrosiphoniella kalimpongensis ingår i släktet Macrosiphoniella och familjen långrörsbladlöss. Inga underarter finns listade i Catalogue of Life.